# 劉寬平

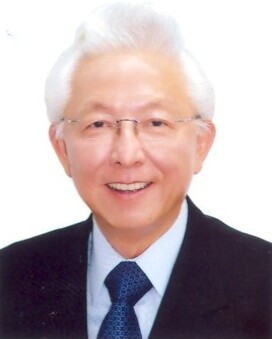
劉寬平 (2005年)

劉寬平（英語：George K. Liu，1935年6月20日—），曾任中華民國政府派駐瑞士的代表。劉寬平出身柳營劉家，生於日本治下的臺南州，父亲劉清井是医师。后留学美国。1962年，获美國宾夕法尼亚州匹茲堡大學國際行政碩士学位。

## 經歷
- 美國全美台灣獨立聯盟副主席(1964)
- 美國聯合水果公司國際總裁 (1978 - 1990)
- 美國通用食品公司亞洲總裁 (1985 - 1990)
- 美國與中國合創企業管理學院美方顧問 (1988 - 1989)
- 美國統一國際投資公司副董事長兼總裁 (1990 - 1995)
- 農委會海外顧問委員 (1995 - 1997)
- 美國宏力國際企業顧問公司董事長 (1995 - 2005)
- 加拿大天然冰河水公司董事長 (1997 - 2000)
- 中華民國立法委員 (2005 - 2007)
- 立法院外交委員會主席 (2005-2008)
- 台灣團結聯盟中央黨部執行委員 (2005 - 2007)
- 台灣團結聯盟美國南加州黨部主任委員
- 台灣團結聯盟海外後援會共同召集人
- 台灣李登輝之友會全國總會委員
- 美國台灣人公共事務會常務委員
- 台灣亞太經濟合作會議領袖代表顧問 (2002)

## 洗錢疑雲/代表處送件拖延近月
2008年6月16日瑞士聯邦檢察署為調查前總統陳水扁之子陳致中夫婦涉嫌海外洗錢案，第二次請求台灣司法協助，以「速郵件」函請瑞士聯邦司法部代轉向台灣司法當局申請刑事案件司法協助文件（法文版及中文版翻譯各一份）。
瑞士聯邦司法部於2008年7月2日即寄送司法協助文件，信函封面上郵戳日期為同年7月4日。
瑞士代表處未落實文書簽收拆驗登錄制度，致無法確認台灣駐瑞士代表處收文確切日期。
當時駐瑞士代表處副組長郭文欽於2008年7月11日看到辦公桌上司法協助文件信封，立即自信封取出本案文件審閱，當發現這是瑞士司法部致本處有關陳前總統極具敏感性之司法互助文件，立即草擬呈報外交部最速件公函草稿，並於公函草稿上簽名及加註日期，時間為2008年7月11日上午9點42分後，呈送劉寬平代表核示，郭文欽並面告劉寬平報告。劉寬平明知此事涉及前元首之子涉嫌洗錢，極具敏感性與急迫性，攸關國家形象甚巨，卻不以電報先行回報，甚至帶太太去打高爾夫球，不處理公文。到7月16日經郭文欽催促，在下班前才批妥此份公函稿並送出，延誤至7月23日寄出，函件7月25日才送抵台灣。
劉寬平是陳水扁政治任命的駐外使節，他上任只有短短半年時間。劉寬平刻意壓件，並涉嫌外洩函件內容，造成輿論譁然，損害政府形象。2008年7月29日，劉寬平返回台灣，向外交部長歐鴻鍊提出書面辭呈；2008年8月15日晚上，外交部發布人事命令，核准劉寬平退職，經濟部次長謝發達接任駐瑞士代表。2008年8月15日，台灣團結聯盟高層表示，台灣團結聯盟並未向陳水扁推薦劉寬平，劉寬平的出線可能與僑界推薦有關。
2008年8月16日，劉寬平接受中央通訊社採訪時說，由於公函非以掛號寄來、也沒標機密，他才沒急著批，加上周休假期及公務繁忙，才會拖到7月16日才批，「這並不算遲」，只是批示後錯過當天回台郵袋，因而延遲一星期才送抵台灣，從收件到批示送出完全是正常程序，他處理此事「問心無愧」。
監察院調查之後，認為劉寬平瀆職，2008年9月30日下午決議通過對劉寬平之彈劾案。2008年10月13日，台灣團結聯盟中央黨部執行委員會議（中執會）作成人事決議，劉寬平遭開除黨籍。
2009年5月22日，中央選舉委員會委員會議根據美國回函，判定劉寬平在立法委員任內到駐瑞士前均未放棄美國國籍，涉違反修正前之《公職人員選舉罷免法》規定，當選無效，決議撤銷其第六屆立法委員當選名單公告，並註銷其當選證書；台灣團結聯盟對此表示，一切依法行事。